# タイガーブッシュ

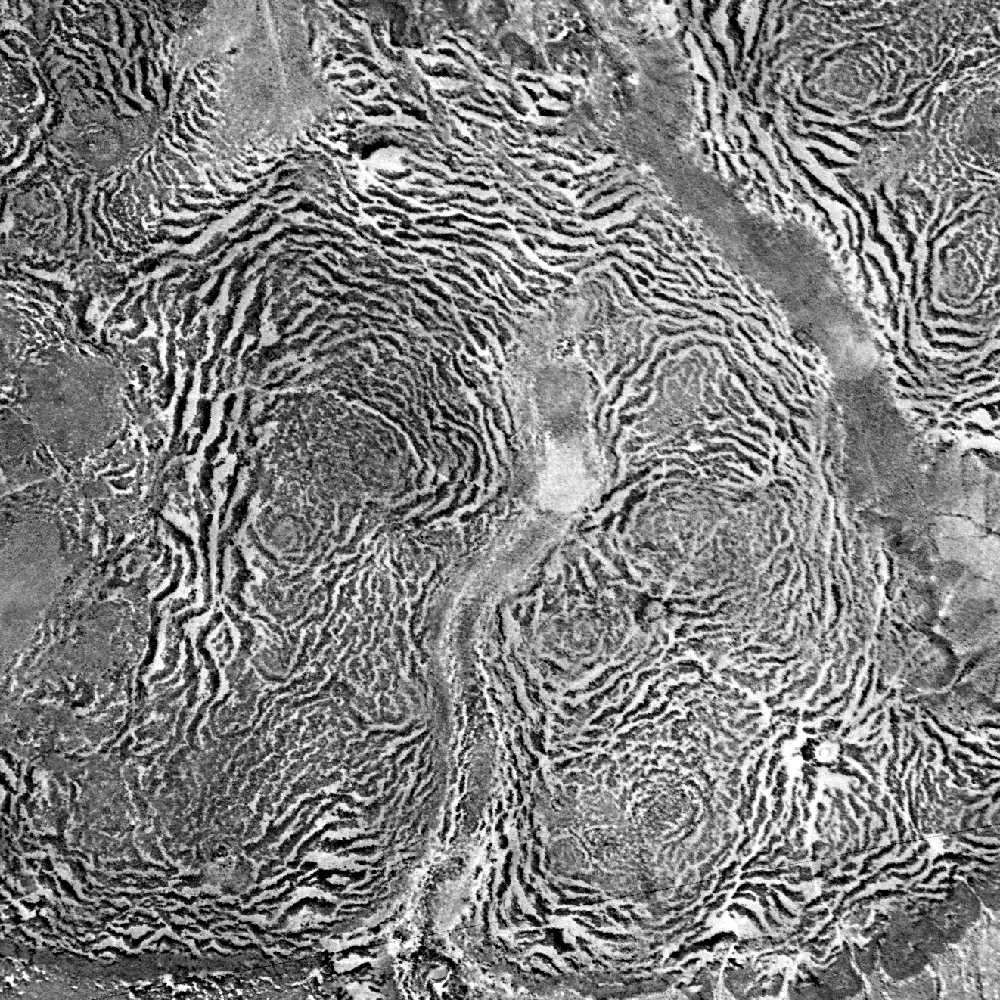
ニジェールの高原におけるタイガーブッシュの航空写真。黒が植物、白がむき出しの土壌。植物の帯の幅は60mから120m程度。

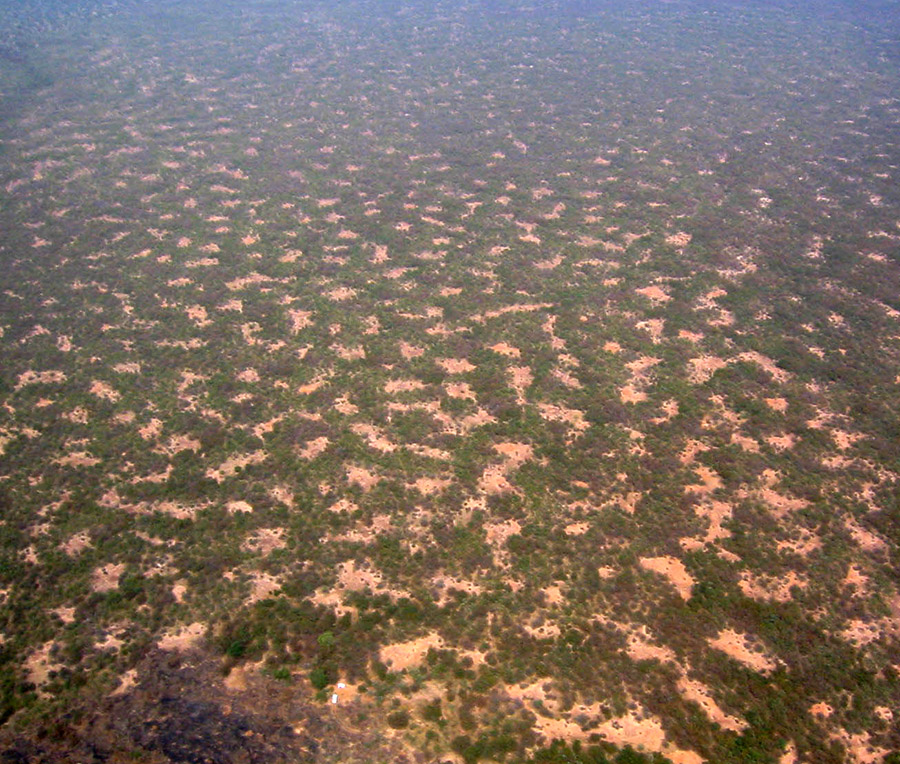
ニジェールのW国立公園における航空写真。2つのギャップ(植物の無い部分)の間隔はおよそ50m。

タイガーブッシュ(英語：Tiger bush）とは樹木、草などによって形成される幾何的なパターンを持つ植物分布である。名称は植物分布が虎の縞模様のように見えることによる。

## 概要
タイガーブッシュは1950年にW.A.Macfadenによって初めて報告された。ニジェール、ブルキナファソ、ソマリア、ソマリランド、エチオピア、イスラエル、メキシコなど年間降雨量が200mm程度の半砂漠地域で観察され、アカシア、コンブレタム、ポアバルボサ、アスフェデロス、ウルギネアなどの植物種から構成される。観察される地域の土壌は泥、砂利、粘土、礫などである。パターンが生じる機構は水と植物間の相互作用であるとされているが土壌条件や蟻の活動が原因であるとする説もある。チューリング・パターンの一種であるとの説も存在する。

## 参照
1. ↑  W. A. Macfaden,  Vegetation Patterns in the Semi-Desert Plains of British Somaliland, The Geographical Journal 116 (1950) 199.
2. ↑  O. Lejune, P. Couteron, R. Lefever, Short range co-operativity competing with long range inhabitation explains vegetation patterns, Acta Oecological 20 (1999) 171.
3. ↑  E. Meron, H. Yizhaq, E. Gilad, Localized structure in dryland vegetation: forms and functions, Chaos 17 (2007) 037109.